# Tangensregel

De tangensregel is een stelling uit de goniometrie die stelt dat in een willekeurige driehoek in het platte vlak met zijden {\displaystyle a,\ b} en {\displaystyle c} en de overstaande hoeken {\displaystyle \alpha ,\beta } en {\displaystyle \gamma } geldt, dat:
{\displaystyle {\frac {a-b}{a+b}}={\frac {\tan {\tfrac {1}{2}}(\alpha -\beta )}{\tan {\tfrac {1}{2}}(\alpha +\beta )}}}
In de zeventiende eeuw werd de tangensregel bewezen met meetkunde:, vanaf de negentiende eeuw met goniometrische verbanden.
Omdat:
{\displaystyle \tan {\tfrac {1}{2}}(\alpha +\beta )=\tan {\tfrac {1}{2}}(180^{\circ }-\gamma )=\tan(90^{\circ }-{\tfrac {1}{2}}\gamma )=\cot {\tfrac {1}{2}}\gamma }
kan de tangensregel ook worden geschreven als:
{\displaystyle {\frac {a-b}{a+b}}={\frac {\tan {\tfrac {1}{2}}(\alpha -\beta )}{\cot {\tfrac {1}{2}}\gamma }}}
Volgens de sinusregel is:
{\displaystyle {\frac {a}{\sin \alpha }}={\frac {b}{\sin \beta }}=k\;(k\neq 0)}
Dus: {\displaystyle a=k\cdot \sin \alpha } en {\displaystyle b=k\cdot \sin \beta }, waarmee:
{\displaystyle {\frac {a-b}{a+b}}={\frac {k\cdot \sin \alpha -k\cdot \sin \beta }{k\cdot \sin \alpha +k\cdot \sin \beta }}={\frac {\sin \alpha -\sin \beta }{\sin \alpha +\sin \beta }}}
De som- en verschilregel voor sinussen, dat zijn twee van de vier regels van Simson, zijn:
{\displaystyle \sin \alpha \pm \sin \beta =2\sin {\tfrac {1}{2}}(\alpha \pm \beta )\cdot \cos {\tfrac {1}{2}}(\alpha \mp \beta )}
Daarmee is dan:
{\displaystyle {\frac {a-b}{a+b}}={\frac {\sin {\tfrac {1}{2}}(\alpha -\beta )\cdot \cos {\tfrac {1}{2}}(\alpha +\beta )}{\sin {\tfrac {1}{2}}(\alpha +\beta )\cdot \cos {\tfrac {1}{2}}(\alpha -\beta )}}={\frac {\sin {\tfrac {1}{2}}(\alpha -\beta )}{\cos {\tfrac {1}{2}}(\alpha -\beta )}}:{\frac {\sin {\tfrac {1}{2}}(\alpha +\beta )}{\cos {\tfrac {1}{2}}(\alpha +\beta )}}}
Zodat inderdaad:
{\displaystyle {\frac {a-b}{a+b}}={\frac {\tan {\tfrac {1}{2}}(\alpha -\beta )}{\tan {\tfrac {1}{2}}(\alpha +\beta )}}}